# Sasuga Kiyokawa
Sasuga Kiyokawa (jap. 清川 流石, Kiyokawa Sasuga; * 20. Juli 1996 in Matsuyama, Präfektur Ehime) ist ein japanischer Fußballspieler.

## Karriere
Sasuga Kiyokawa erlernte das Fußballspielen in der Jugendmannschaft des Ehime FC sowie im Biwako Seikei Sport College. Seinen ersten Vertrag unterschrieb er 2019 bei seinem Jugendverein Ehime FC. Der Verein aus Matsuyama spielte in der zweiten japanischen Liga, der J2 League. 2019 kam er in der zweiten Liga nicht zum Einsatz. Sein Zweitligadebüt gab er am 5. Juli 2020 im Auswärtsspiel gegen den Renofa Yamaguchi FC. Hier wurde er nach der Halbzeitpause für Kōji Yamase eingewechselt. Für Ehime absolvierte er 16 Zweitligaspiele. Von Februar 2021 bis August 2021 war er vertrags- und vereinslos. Am 20. August 2021 nahm ihn der Regionalligist Ococias Kyoto AC aus Kyōto unter Vertrag. Der Verein spielte in der Kansai Soccer League (Div.1). Im Februar 2023 wechselte er nach Kashihara zum Ligakonkurrenten Asuka FC. Am Ende der Spielzeit 2024 belegte er den ersten Platz und stieg anschließend in die vierte Liga auf.

## Erfolge
Asuka FC
- Regionalliga Finalrunde: 2024  ▲
- Kansai Soccer League (Div.1): 2024